# Dyskografia U-Goda
Dyskografia U-Goda – amerykańskiego rapera, członka grup Wu-Tang Clan i The Hillside Scramblers.

## Dyskografia

### Albumy studyjne
| Rok  | Tytuł                                                                                          | Numer na listach przebojów | Numer na listach przebojów | Numer na listach przebojów | Status  |
| Rok  | Tytuł                                                                                          | U.S. Hot 100               | U.S. R&B                   | U.S. Rap                   | Status  |
| ---- | ---------------------------------------------------------------------------------------------- | -------------------------- | -------------------------- | -------------------------- | ------- |
| 1999 | Golden Arms Redemption - Data wydania: 5 października 1999 - Wytwórnia: Priority Records       | 58                         | 15                         | —                          | - Złota |
| 2005 | Mr. Xcitement - Data wydania: 13 września 2005 - Wytwórnia: Free Agency Recordings             | —                          | —                          | —                          |         |
| 2009 | Dopium - Data wydania: 23 czerwca 2009 - Wytwórnia: Babygrande Records                         | —                          | 93                         | —                          |         |
| 2013 | The Keynote Speaker - Data wydania: 23 lipca 2013 - Wytwórnia: Soul Temple, Babygrande Records | —                          | 57                         | —                          |         |
| 2018 | Venom - Data wydania: 30 marca 2018 - Wytwórnia: Babygrande Records                            | —                          | —                          | —                          |         |

### Jako The Hillside Scramblers
| Rok  | Tytuł                                                                                          | Pozycja      | Pozycja  | Pozycja  | RIAA |
| Rok  | Tytuł                                                                                          | U.S. Hot 100 | U.S. R&B | U.S. Rap | RIAA |
| ---- | ---------------------------------------------------------------------------------------------- | ------------ | -------- | -------- | ---- |
| 2004 | U-Godzilla Presents the Hillside Scramblers - Wydany: 16 marca 2004 - Wytwórnia: Synergy Music | -            | -        | -        |      |

### Minialbumy
- SuperNigga (2003)

### Single
| Rok  | Tytuł                   | Album                  |
| ---- | ----------------------- | ---------------------- |
| 1999 | Dat's Gangsta           | Golden Arms Redemption |
| 1999 | Bizarre                 | Golden Arms Redemption |
| 2005 | Bump                    | Mr. Xcitement          |
| 2005 | You Don't Want To Dance | Mr. Xcitement          |
| 2007 | Take Home               | Różni                  |
| 2009 | Train Trussle           | Dopium                 |
| 2009 | Wu-Tang                 | Dopium                 |

## Występy gościnne
| Rok  | Utwór                                  | Artysta           | Album                                           |
| ---- | -------------------------------------- | ----------------- | ----------------------------------------------- |
| 1995 | - Knuckleheadz                         | Raekwon           | Only Built 4 Cuban Linx…                        |
| 1995 | - Killa Hill Niggaz                    | Cypress Hill      | Temples of Boom                                 |
| 1995 | - Investigative Reports                | GZA               | Liquid Swords                                   |
| 1996 | - Black Jesus - Winter Warz            | Ghostface Killah  | Ironman                                         |
| 1996 | - If It's Allright With You            | różni             | Ścieżka dźwiękowa do filmu The Great White Hype |
| 1996 | - Semi-Automatic Full Rap Metal Jacket | różni             | Ścieżka dźwiękowa do filmu High School High     |
| 1997 | - Intellectuals                        | Sunz of Man       | The Last Shall Be First                         |
| 1998 | - Supa Ninjaz                          | Cappadonna        | The Pillage                                     |
| 1998 | - Element Of Surprise                  | La the Darkman    | Heist of the Century                            |
| 1999 | - Grand Prix - Longevity               | Inspectah Deck    | Uncontrolled Substance                          |
| 1999 | - Mr. Onsomeothershits                 | Methods of Mayhem | Methods of Mayhem                               |
| 1999 | - No Exit                              | Blondie           | No Exit                                         |
| 2000 | - Cherchez La Ghost                    | Ghostface Killah  | Supreme Clientele                               |
| 2001 | - Militant                             | Killarmy          | Fear, Love & War                                |
| 2003 | - Always NY                            | Mathematics       | Love, Hell & Right                              |
| 2004 | - Digi Warfare                         | Masta Killa       | No Said Date                                    |
| 2004 | - Rock Steady                          | Tony Touch        | The Piecemaker 2                                |
| 2005 | - Break That - Spot Lite               | Mathematics       | The Problem                                     |
| 2005 | - Still Grimey                         | Wu-Tang Clan      | Wu-Tang Meets the Indie Culture                 |
| 2006 | - No More Tearz                        | różni wykonawcy   | Soular Winds' The Quiet Americans Mixtape       |
| 2006 | - 9 Milli Bros.                        | Ghostface Killah  | Fishscale                                       |
| 2006 | - Handle That                          | Inspectah Deck    | The Resident Patient                            |
| 2006 | - Iron God Chamber                     | Masta Killa       | Made in Brooklyn                                |
| 2006 | - The Glide                            | Method Man        | 4:21... The Day After                           |
| 2007 | - Rec Room Therapy                     | Ghostface Killah  | The Big Doe Rehab                               |
| 2010 | - Ghetto                               | Ghostface Killah  | Apollo Kids                                     |